# Jennifer Winget
Jennifer Winget, née le 30 mai 1985 à Goregaon, est une actrice indienne qui apparaît principalement à la télévision hindi dans des films hindis. Elle commence sa carrière d'actrice dès l'enfance avec le film Akele Hum Akele Tum de 1995 et fait ses débuts à la télévision avec Shaka Laka Boom Boom en 2002. Elle incarne ensuite Sneha Bajaj dans Kasautii Zindagii Kay et le Docteur Riddhima Gupta dans Dill Mill Gayye.
Jennifer Winget s'impose comme l'une des principales actrices de la télévision indienne avec son interprétation de Kumud Sundari Desai dans Saraswatichandra, Maya Mehrotra dans Beyhadh et Zoya Siddiqui dans Bepannah. Elle fait ses débuts dans les webséries avec Code M de ALT Balaji.

## Biographie

### Jeunesse
Jennifer Winget naît le 30 mai 1985 à Goregaon en Inde. Elle est la fille d'une mère pendjabi et d'un père chrétien marathi, et est souvent confondue avec une personne d'origine non indienne en raison de son prénom occidental.

### Carrière

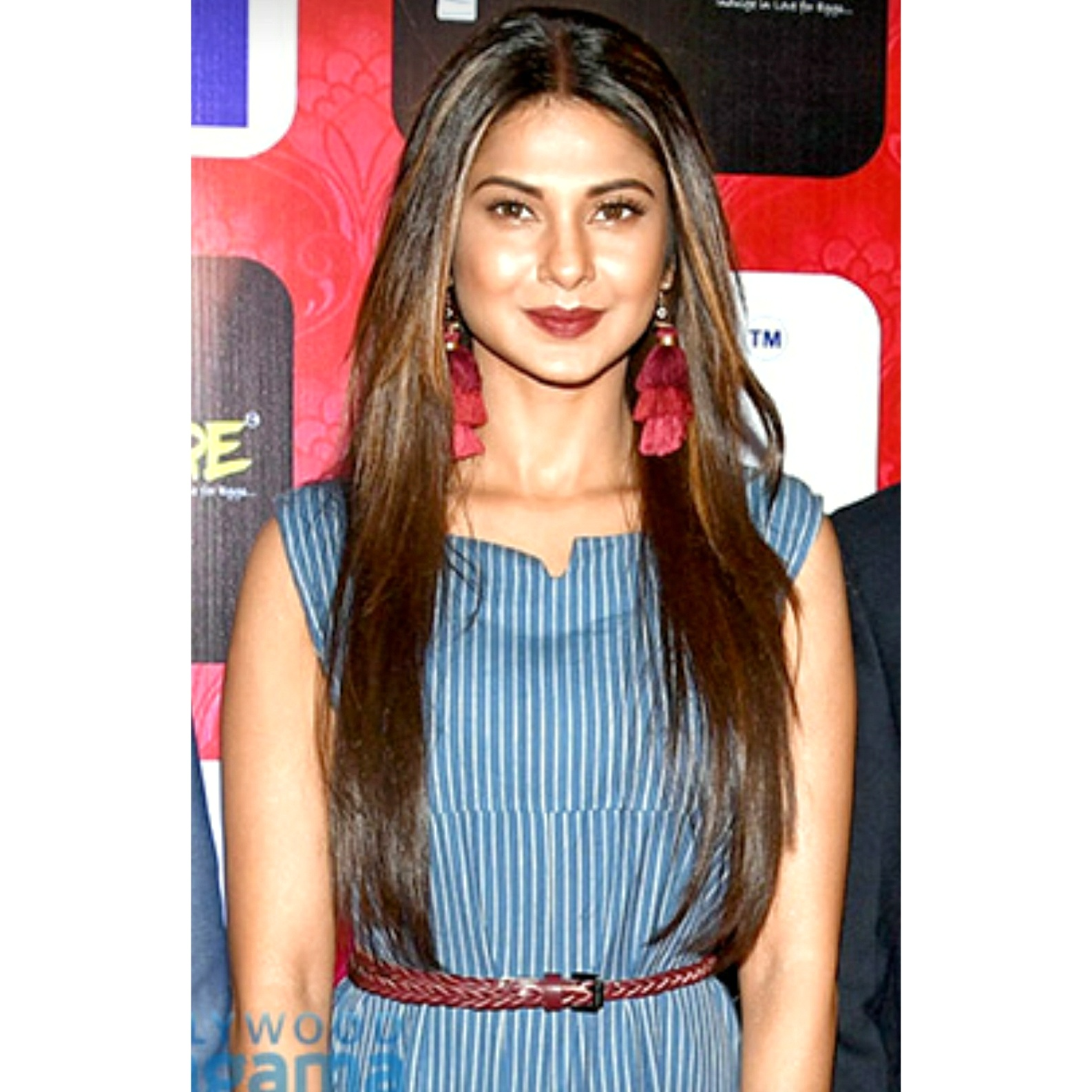
Jennifer Winget en 2018

Jennifer Winget commence sa carrière à l'âge de 15 ans dans le film de 2000 Raja Ko Rani Se Pyar Ho Gaya, à l'âge de 18 ans elle apparaît dans le film indien Kuch Naa Kaho. Plus tard, elle continue d'apparaît dans diverses productions de télévision indiennes,,. La grande percée de Jennifer Winget à la télévision survient avec la sortie de la série Karthika, où elle joue le rôle d'une chanteuse en difficulté qui rêve de réussir.
Elle joue ensuite dans Kasautii Zindagii Kay, où elle interprète Sneha, la fille des protagonistes. En 2009, elle remplace Sukirti Kandpal dans le rôle de Riddhima Gupta dans la série Dill Mill Gayye. En 2013, elle joué dans la série télévisée Saraswatichandra de Sanjay Leela Bhansali, elle interprète le rôle de Kumud Desai aux côtés de Gautam Rode. Pour sa performance, elle remporte l'Indian Television Academy Award de la meilleure actrice. En 2016, Jennifer Winget prend le rôle de Maya Mehrotra dans Beyhadh de Sony TV,. Pour sa performance, elle remporte de nombreux prix. En 2018, elle joue le rôle de Zoya Siddiqui dans Bepannaah de Colors TV aux côtés de Harshad Chopda,. Elle interprète ensuite le rôle de Maya Jaisingh dans Beyhadh 2 de Sony TV au début des années 2020, aux côtés d'Ashish Chaudhary et de Shivin Narang. Cependant, la série a une fin abrupte en raison de la pandémie du COVID-19. Jennifer Winget est l'une des actrices de la télévision indienne les mieux payées.

### Vie privée

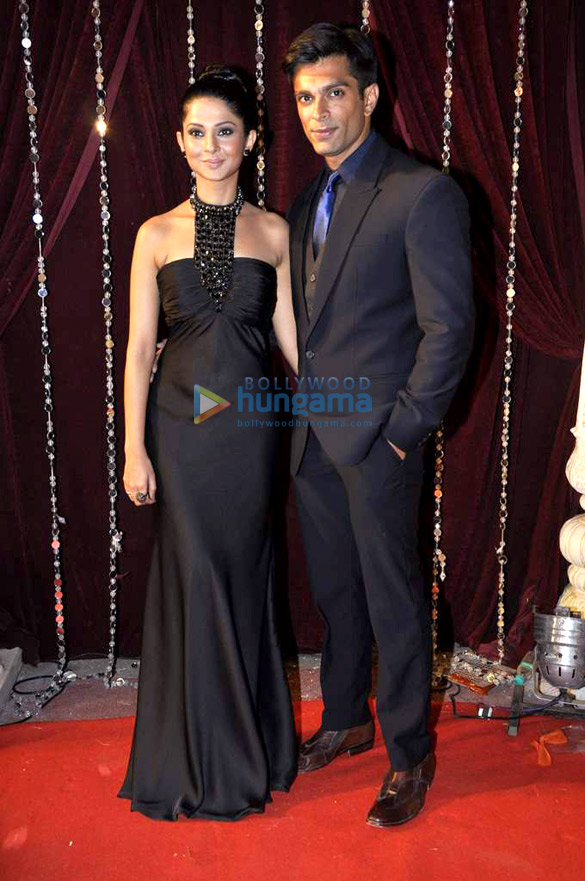
Jennifer Winget et Karan Singh Grover

Jennifer Winget épouse Karan Singh Grover le 9 avril 2012,. En novembre 2014, elle déclare qu'elle et son mari se sont séparés.

## Image médiatique

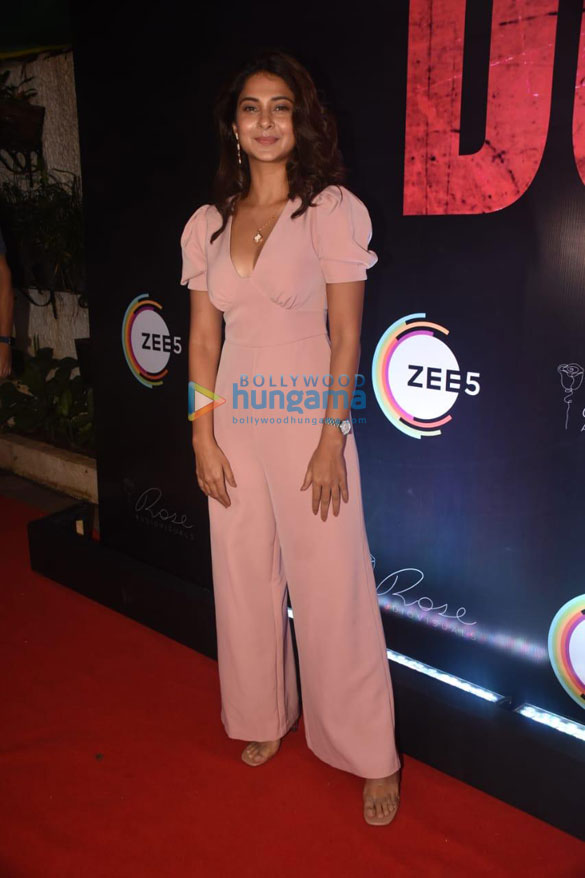
Jennifer Winget en 2022

Jennifer Winget s'impose comme l'une des actrices de télévision les plus populaires et les mieux payées d'Inde. Elle est largement connue pour ses rôles et performances à l'écran. Elle se classe 5e dans la liste des 10 meilleures actrices de télévision de Rediff en 2014.
Dans la liste des 50 femmes asiatiques les plus sexy du journal britannique Eastern Eye , elle se classe 21e en 2012. En 2013, elle se classe 15e. En 2018, elle se classe 13e. Jennifer Winget rejoint le classement du Times of India des 20 femmes les plus désirables de la télévision, elle se classe au 2e rang en 2017 et 2018,.
Elle fait également la couverture de divers magazines.
En 2022, Jennifer Winget contribue à la lutte pour la protection des éléphants de l'Inde en effectuant trois jours de bénévolat avec Wildlife SOS.

## Filmographie

### Films
| Année | Titre                        | Rôle         | Observations  | Références |
| ----- | ---------------------------- | ------------ | ------------- | ---------- |
| 1995  | Akele Hum Akele Tum          | Jeune fille  | Enfant acteur |            |
| 1997  | Raja Ki Aayegi Baraat        | Écolière     | Enfant acteur |            |
| 2000  | Raja Ko Rani Se Pyar Ho Gaya | Tanu         | Enfant acteur | [ 28 ]     |
| 2003  | Kuch Naa Kaho                | Pooja        | Enfant acteur | [ 29 ]     |
| 2013  | Life Reboot Nahi Hoti        | Aisha Mittal |               |            |
| 2018  | Phir Se...                   | Kajal Kapoor |               |            |

### Télévision
| Année     | Titre                        | Rôle                   | Observations  | Références |
| --------- | ---------------------------- | ---------------------- | ------------- | ---------- |
| 2002-2003 | Shaka Laka Boom Boom         | Piya                   |               | [ 30 ]     |
| 2003      | Kkusum                       | Simran                 |               | [ 30 ]     |
| 2003      | Kkoi Dil Mein Hai            | Preeti                 |               | [ 31 ]     |
| 2004      | Karthika                     | Karthika               |               |            |
| 2005-2007 | Kasautii Zindagii Kay        | Sneha Bajaj            |               | [ 32 ]     |
| 2006      | Kyaa Hoga Nimmo Kaa          | Natasha                |               | [ 33 ]     |
| 2007      | Kahin To Hoga                | Svetlana               |               | [ 30 ]     |
| 2007-2009 | Sangam                       | Ganga Bhatia           |               | [ 34 ]     |
| 2008      | Zara Nach Ke Dikha 1         | Participante           | Gagnante      | [ 35 ]     |
| 2009      | Dekh India Dekh              | Invitée                |               |            |
| 2009      | Laughter Ke Phatke           | Invitée                |               | [ 36 ]     |
| 2009      | Comedy Circus 3              | Contestant             |               | [ 37 ]     |
| 2009      | Dill Mill Gayye              | Docteur Riddhima Gupta |               | [ 8 ]      |
| 2010      | Zara Nach Ke Dikha 2         | Invitée                |               | [ 38 ]     |
| 2011      | Zor Ka Jhatka: Total Wipeout | Participante           |               | [ 39 ]     |
| 2011      | Comedy Ka Maha Muqabala      | Invitée                |               | [ 40 ]     |
| 2011      | Nachle Ve with Saroj Khan    | Invitée                | Épisode final | [ 41 ]     |
| 2013-2014 | Saraswatichandra             | Kumud Desai            |               | [ 42 ]     |
| 2016-2017 | Beyhadh                      | Maya Mehrotra          |               | [ 43 ]     |
| 2018      | Bepannaah                    | Zoya Siddiqui          |               | [ 13 ]     |
| 2019-2020 | Beyhadh 2                    | Maya Jaisingh          |               | [ 44 ]     |

#### Apparitions spéciales

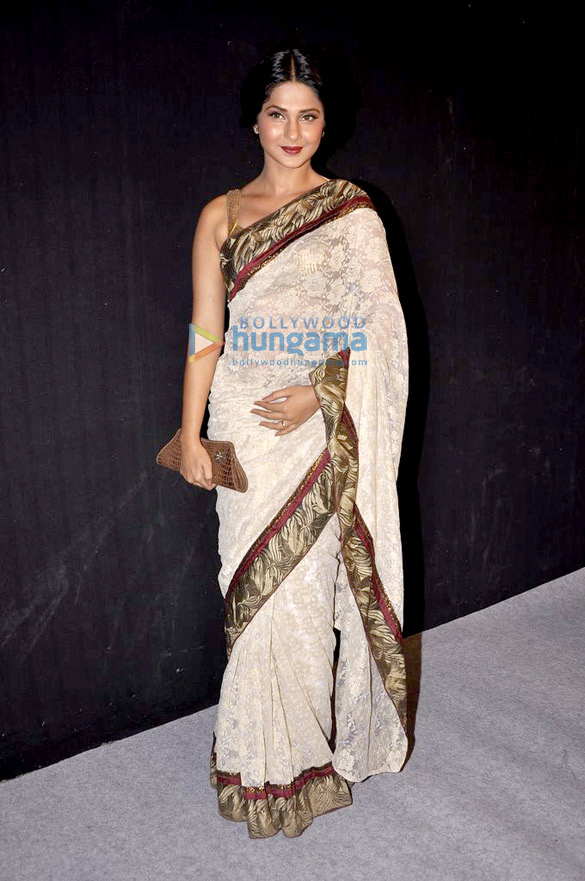
Jennifer Winget aux Star Parivar Awards en 2014

| Année | Titre                           | Rôle          | Observations         | Références |
| ----- | ------------------------------- | ------------- | -------------------- | ---------- |
| 2006  | Kahaani Ghar Ghar Kii           | Elle même     |                      | [ 30 ]     |
| 2007  | Kumkum – Ek Pyara Sa Bandhan    | Ganga Bhatia  |                      | [ 30 ]     |
| 2009  | Perfect Bride                   | Elle même     | Performance de danse | [ 45 ]     |
| 2012  | Teri Meri Love Stories          | Neeti         |                      | [ 46 ]     |
| 2013  | Ek Hazaaron Mein Meri Behna Hai | Kumud Desai   |                      | [ 30 ]     |
| 2014  | Yeh Rishta Kya Kehlata Hai      | Kumud Desai   |                      | [ 30 ]     |
| 2015  | Les Changements du destin       | Elle même     |                      | [ 30 ]     |
| 2016  | The Kapil Sharma Show           | Maya Mehrotra |                      | [ 47 ]     |
| 2018  | Laado 2 – Veerpur Ki Mardani    | Zoya Siddiqui |                      | [ 13 ]     |
| 2018  | Silsila Badalte Rishton Ka      | Zoya Siddiqui |                      | [ 48 ]     |
| 2018  | Dev 2                           | Zoya Siddiqui |                      | [ 13 ]     |
| 2018  | Udaan                           | Zoya Siddiqui |                      | [ 13 ]     |
| 2018  | Dance Deewane                   | Zoya Siddiqui |                      | [ 13 ]     |
| 2020  | Ishaaron Ishaaron Mein          | Maya Jaisingh |                      | [ 44 ]     |

### Webséries
| Année     | Titre  | Rôle               | Observations | Références |
| --------- | ------ | ------------------ | ------------ | ---------- |
| 2020–2022 | Code M | Major Monica Mehra | 2 saisons    | ,          |